# موزون (فیلم)
موزون (به انگلیسی: Lilting) فیلمی بریتانیایی به کارگردانی هونگ کائو و محصول سال ۲۰۱۴ است.
این فیلم نخستین بار در ۱۶ ژانویهٔ ۲۰۱۴، در جشنواره فیلم ساندنس بر روی پرده رفت و در بخش بهترین فیلم‌برداری برگزیده شد.